# سیرنوبتیلوس
سیرنوبتیلوس کاریبدیس (Sirenobethylus charybdis) گونه‌ای منقرض‌شده از زنبورهای انگلی است. این گونه در صمغ فسیل‌شده یک درخت در شمال میانمار کشف شده است. قدمت این صمغ، به حدود ۹۹ میلیون سال پیش، در دوره کرتاسه بازمی‌گردد. زمان دقیق انقراض این حشره مشخص نیست.

## نام‌گذاری
کاریبدیس نام هیولایی دریایی در اسطوره‌های یونان بود که گرداب‌هایی ویرانگر در آب ایجاد می‌کرد.

## ویژگی‌های فیزیکی و زیستی
این زنبور شکمی پوشیده از زائده‌هایی شبیه به برگ‌های بسته‌شونده گیاه ونوس مگس‌خوار دارد که دانشمندان می‌گویند احتمالاً از آن‌ها برای به دام انداختن طعمه‌اش استفاده می‌کرده است. پروفسور لارس ویلهِلمسن، از موزه تاریخ طبیعی دانمارک و یکی از نویسندگان مطالعه، دربارهٔ این زنبور گفت: «شکم این زنبور شبیه به یک تله خرسی کوچک است که به انتهای بدنش چسبیده، با بالک‌هایی پوشیده از موهای نازک و شبیه به دندان.» پژوهشگران دانشگاه پکن و موزه کهربای شیاتشونگ چین می‌گویند این زنبور احتمالاً ساختار عجیبی برای خرد کردن طعمه نداشته، بلکه از این زائده‌ها برای ثابت نگه‌داشتن میزبان حشره‌ای خود در زمان تخم‌گذاری استفاده می‌کرده است. دانشمندان حدس می‌زنند که این زنبور ماده پس از بی‌حرکت کردن حشره، تخم خود را در بدن آن می‌گذاشته تا نوزاد زنبور از درون میزبان تغذیه کند؛ روشی که امروزه نیز در میان گونه‌های انگلی مانند زنبور کوکو دیده می‌شود، هرچند نه با چنین ساختار غیرعادی‌ای.
دکتر لین کیمزی، حشره‌شناس از دانشگاه کالیفرنیا دیویس، دربارهٔ این زنبور می‌گوید: «در عمرم حشرات عجیب زیادی دیده‌ام، اما این یکی واقعاً جزو غیرمعمول‌ترین‌هاست.» این زنبورهای باستانی، که فقط نمونه‌های ماده آن‌ها در صمغ فسیل‌شده درختی یافت شده، با داشتن زوائدی شبیه به برگ‌های گیاه گوشت‌خوار ونوس کنجکاوی زیادی را برانگیخته‌اند. ساختاری که پیش از این در هیچ زنبوری، چه امروزی و چه فسیل‌شده، گزارش نشده بود. دکتر گابریل ملو، متخصص زنبورها از دانشگاه فدرال پارانا در برزیل، با تأکید بر اهمیت این کشف گفت: «ما معمولاً فکر می‌کنیم چیزهای جالب فقط در دنیای امروز وجود دارند. اما وقتی چنین فرصت‌هایی پیش می‌آید، می‌بینیم که بسیاری از پدیده‌های خارق‌العاده و عجیب در گذشته هم اتفاق افتاده‌اند.»